# Faete
Faete è una frazione del comune di Arquata del Tronto, in Provincia di Ascoli Piceno 
È un piccolo paese di poche anime, ben conservato, che gode del panorama sul capoluogo essendo alloggiato sull'altura che fronteggia la Rocca di Arquata del Tronto.

Si arriva al piccolo borgo lasciando la via Salaria a Trisungo e salendo per una stretta strada che conduce anche a Spelonga e a Colle.

## Toponimo
Il toponimo deriva dalla forma sincopata della parola faggete. Il luogo è ricco di vegetazione boschiva ed il centro abitato è quasi completamente immerso all'interno di una zona alberata.

## Storia

### Cronologia storica essenziale
- 1831 - Nel testo dell'Indice di tutti i luoghi dello Stato Pontificio colla indicazione della rispettiva Legazione o Delegazione in che sono compresi nel Distretto Governo e Comune da cui dipendono le Diocesi alle quali sono essi soggetti e coll'epilogo in fine dei Distretti e Governi di ciascuna Legazione o Delegazione desunto dall'ultimo riparto territoriale ripromesso coll'Editto del 5 luglio 1831 questo paese risulta come: «Frazione di Arquata soggetta a quel Governo: Distretto, Delegazione e Diocesi di Ascoli. Anime 127.»

## Monumenti e luoghi d'interesse

### Architetture religiose

#### Chiesa della Madonna della Neve
Costruita in posizione panoramica, molto vicina al camposanto, appare piccola ed isolata in una radura, raggiungibile dopo un breve cammino su di una stradina all'interno di un bosco di castagni.

Per antica tradizione, soprattutto nelle Marche, le chiese, le cappelle e le edicole votive dedicate alla Madonna della Neve erano costruite in luoghi detti neviere, posti di raccolta e conservazione della neve, realizzati con lo scopo di renderla fruibile ai diversi usi della comunità, come ad esempio per evitare il deteriorarsi dei viveri.

Chiese con caratteristiche molto simili a questa sono state edificate anche in Abruzzo.
L'edificio religioso ha una forma architettonica di essenziale semplicità, realizzato in conci di pietra locale, presenta all'esterno un ampio portico, con colonne a base quadrata, che sostengono la copertura composto da capriate a vista. Sulla porzione di destra del tetto è posizionato un piccolo campanile a vela che ospita una sola campana di modeste dimensioni: cm 27 in altezza e cm 38di diametro alla bocca. Sulla spalla è impressa un'iscrizione delimitata, inferiormente e superiormente, da una linea di modanatura. La scritta in alfabeto gotico maiuscolo, ascrivibile al XV secolo, è realizzata con lettere di cm 2,7 e reca le parole precedute da una croce: «+ Ave Mariia».
L'ambiente interno è costituito da un'unica aula decorata con affreschi del XV secolo eseguiti secondo lo stile di Bernardino Campilio da Spoleto e di Pietro Alemanno.
Sulla parete di fondo, a sinistra, si trova raffigurata una rappresentazione dell'Annunciazione con l'Arcangelo Gabriele. L'arcangelo è rappresentato vestito con una tunica chiara, una cintura rossa ed un mantello giallo arabescato fermato da una fibbia sul petto. Reca in mano un fiore gigliforme ed ha due ali, accuratamente definite, dipinte con i colori: rosa, blu, violetto e bianco. Il suo volto,  incorniciato da lunghi capelli biondi ed un'aureola, mostra un'intensa espressività.

Al centro della parete di fondo si scorge il ritratto un "Padreterno Benedicente".
In una grande nicchia è presente l'affresco del Trionfo della Madonna con Bambino, tra un volo di quattro angeli, composto con una precisa simmetria assiale bilaterale.
Delicatissimo nei colori con prevalenza di celeste e blu indaco, usati anche per il cielo e per il manto, cui si aggiunge anche un tenue rosa.

Gli angeli sono rappresentati in abiti monocromi, ma diversi; giallo, quello di sinistra, e rosso, quello di destra.
Gli altri due, che compaiono sul fondo del dipinto, sono in abiti chiari. Con cromie simili a quelle dell'arcangelo sono dipinte le ali, ma con diversa distribuzione del colore.
Sulle pareti laterali dell'incavo, in cui è ricavata la nicchia, ci sono le figure di san Sebastiano trafitto, a sinistra, e san Rocco, a destra. In alto un Agnus Dei.

### Chiesa di San Matteo
Nel paese di Faete si annovera anche l'edificio religioso dedicato a Matteo apostolo ed evangelista che ospita al suo interno una tavola del XV secolo con raffigurato sant'Antonio di Padova, pittura attribuita alla scuola umbro-marchigiana. Vi sono, inoltre, affreschi di Bernardino Campilio da Spoleto.

#### Le epigrafi delle campane della Chiesa di San Matteo
Nella sagrestia della chiesa si trovano custodite 2 piccole campane che recano iscrizioni.

La prima mostra un'evidente frattura parallela alla bocca. Misura cm 43 di altezza e cm 41 di diametro all'apertura. Sulla sua spalla ci corre l'iscrizione in caratteri gotici maiuscoli trecenteschi, contenuta tra due linee di modanatura che recita:
La seconda campana misura cm 43 in altezza e cm 37,5 alla bocca. L'iscrizione reca la data di fusione del manufatto, corrispondente all'anno 1493. È visibile in prossimità dell'apertura della bocca contenuta tra due linee.

### Architetture militari
Nel paese vi era 1 delle torri di avvistamento della Rocca di Arquata.